# Earland Falls
Die Earland Falls sind ein Wasserfall im Fiordland-Nationalpark auf der Südinsel Neuseelands. Er stürzt am Überlauf des Lake Roberts, einem Karsee in den Alisa Mountains, ins Tal des Hollyford River/Whakatipu Kā Tuka. Seine Fallhöhe beträgt 174 Meter.
Der Wasserfall befindet sich an der Route des Routeburn Track und ist über diesen von der Passhöhe The Divide am New Zealand State Highway 94 in drei Stunden erreichbar.